# Wojsko suplementowe
Wojska suplementowe – zawodowi żołnierze powoływani w momentach poważniejszego zagrożenia (najazd tatarski, wojna).
Żołd żołnierzy suplementowych  opłacany z podatków nałożonych doraźnie przez sejm, był zazwyczaj wyższy od żołdu kwarcianych, co wynikało z dodatkowych kosztów: wystawienia pocztu, zakupu uzbrojenia, koni i wyposażenia. Podlegali oni całkowicie władzy hetmana i różnili się od kwarcianych tylko sposobem finansowania oraz niewiele poziomem wyszkolenia.
W 1652 roku połączeni z wojskiem kwarcianym, tworząc wojsko komputowe.